# Михайловка (Буздяцький район)
Миха́йловка (рос. Михайловка, башк. Михайловка) — село у складі Буздяцького району Башкортостану, Росія. Входить до складу Гафурійської сільської ради.
Населення — 296 осіб (2010; 308 у 2002).
Національний склад:
- росіяни — 60 %
- башкири — 31 %